# Jaroslav Macoun
Jaroslav Macoun (17. července 1930 Osek u Sobotky – 20. prosince 2000) byl český katolický kněz a vědecký pracovník.

## Život
Na kněze byl vysvěcen 8. prosince 1973 kardinálem Štěpánem Trochtou bez povolení státními komunistickými úřady. Z důvodu neposlušnosti komunistickému režimu neobdržel státní souhlas pro „maření státního dozoru nad církví“. Svou kněžskou službu tedy vykonával tajně.
Bylo mu však dovoleno, vzhledem k jeho odbornému vzdělání přírodních věd, pracovat v Ústředním ústavu geologickém v Praze a věnovat se vědecké činnosti. Z tohoto období pochází řada článků, geologickým map a odborných statí publikovaných v tehdejší odborné literatuře.
Stal se také členem České geografické společnosti pod jejíž hlavičkou publikoval.
Teprve po skončení komunistické totality mohl být ustanoven od 1. prosince 1989 do řádné duchovní správy u sv. Anny v Praze.
Od 15. července 1990 začal působit ve farnosti Jestřebí u České Lípy, dále pak excurrendo ve farnostech: Bořejov, Deštná, Dubá, Kruh, Okna, Pavlovice a Tuháň.
Litoměřický biskup Josef Koukl ho za obětavou práci a věrnou kněžskou službu instaloval 6. listopadu 2000 jako kanovníka Svatoštěpánské katedrální kapituly v Litoměřicích.
Zemřel náhle po odsloužení mše 20. prosince 2000. Poslední rozloučení se konalo v kostele sv. Kříže v Dubé, pochován byl na hřbitově v Oseku u Sobotky, odkud pocházel.